# Député fédéral canadien
Un député fédéral canadien est un membre de la Chambre des communes du Canada. Au nombre de 338, ils sont élus au scrutin uninominal majoritaire à un tour dans les circonscriptions électorales et pour un mandat maximum de 4 ans.

## Description
Pour briguer un siège aux communes, les candidats doivent remettre des documents de nomination portant les signatures d'au moins 50 ou 100 électeurs (selon la taille du comté électoral). Chaque circonscription élit un député ; on utilise le mode de scrutin uninominal majoritaire à un tour selon lequel le candidat qui remporte une simple pluralité des voix gagne. Pour avoir le droit de vote, on doit être un citoyen canadien âgé d'au moins dix-huit ans.
Une fois élu, un député continue normalement de siéger jusqu'à la prochaine dissolution du Parlement. Si un député cesse d'être qualifié ou s'il démissionne, son siège redevient vacant. Il est possible pour la Chambre des communes d'expulser un député, mais ce pouvoir ne peut être exercé que lorsqu'un député est coupable de mauvaise conduite grave ou d'activités criminelles (cf. Privilèges et immunités). Dans chaque cas, un siège vacant peut être rempli par une élection partielle dans la circonscription appropriée. Dans ce cas, le même mode de scrutin uninominal à un tour est utilisé que lors d'une élection générale.

## Prestation de serment et affirmation solennelle
Un député élu, avant de siéger, doit prêter serment d'allégeance, dont le texte est prévu à l'annexe 5 de la Loi constitutionnelle de 1867. Ce serment est le suivant :

« Je, [nom du député], jure que je serai fidèle et porterai vraie allégeance à Sa Majesté [le roi nom du souverain régnant ; la reine nom de la souveraine régnante]. »

— Annexe 5 de la Loi constitutionnelle de 1867, cité dans Marleau et Montpetit 2000
Il a aussi la possibilité de faire une « affirmation solennelle », non prévu initialement par la Constitution, à la place du serment d'allégeance, en déclarant :

« Je, [nom du député], déclare et affirme solennellement, sincèrement et véritablement que je serai fidèle et porterai vraie allégeance à Sa Majesté l[le roi nom du souverain régnant ; la reine nom de la souveraine régnante]. »

— Marleau et Montpetit 2000
La formule finale de ces deux déclarations sur le souverain canadien fait référence aux institutions que ce dernier représente dont le principe de démocratie.
Le serment ou l'affirmation solennelle sont reçues par le greffier qui reçoit individuellement chaque député sur rendez-vous avant l'ouverture officielle de la nouvelle législature. Chaque député signe alors le registre, dont l'en-tête de chaque page contient le texte du serment ou de l'affirmation solennelle.

## Privilèges et immunités
La chambre des communes du Canada définit la notion de privilège parlementaire en reprenant la définition d'Erskine May présente dans son ouvrage Erskine May: Parliamentary Practice (1844) :

« Le privilège parlementaire est la somme des droits particuliers à chaque chambre, collectivement, […] et aux membres de chaque chambre individuellement, faute desquels il leur serait impossible de s’acquitter de leurs fonctions. Ces droits dépassent ceux dont sont investis d’autres organismes ou particuliers. On est donc fondé à affirmer que, bien qu’il s’insère dans l’ensemble des lois, le privilège n’en constitue pas moins, en quelque sorte, une dérogation au droit commun. »

— May 1844, p. 65, cité dans Marleau et Monpetit 2000
Les privilèges accordés aux députés sont de deux ordres. Il peut s'agir de « droits collectifs », c'est-à-dire ceux accordés à la chambre en soi et dont le député ne peut jouir que dans un cadre collectif, et de « droits individuels », accordés à chaque député individuellement. Les privilèges individuels du député sont la liberté de parole, l'immunité d'arrestation en matière civile, l'exemption du devoir de juré et l'exemption de l'obligation de comparaître comme témoin. À l'inverse, les privilèges collectifs de la chambre sont : la capacité de prendre des mesures disciplinaires (notamment la possibilité de lever l'immunité dont jouit chaque député individuellement en cas de mauvaise conduite), le droit d'adopter son règlement intérieur, le pouvoir d'assurer la présence de ses députés, le droit d'enquêter, le droit de faire prêter serment et enfin le droit de publier des documents contenant des éléments diffamatoires.
La liberté de parole d'un député canadien apparait principalement dans le cadre des délibérations de la Chambre des communes. Cette notion n'est pas légalement définie au Canada, cependant, les tribunaux canadiens l'ont intégrée dans leurs jugements. Selon ces décisions, la liberté de parole d'un député s'entend restrictivement aux délibérations parlementaires. Ainsi, l'immunité qui résulte de l'usage de cette liberté de parole (protection contre toute poursuite civile ou pénale pour des propos tenus lors de délibérations parlementaires) ne s'applique que lorsque les députés s'expriment comme « législateurs et participants aux débats parlementaires ». Ainsi, Marleau et Monpetit considèrent qu'un député diffusant des propos tenus en délibération, mais en dehors du compte rendu de celle-ci, ne bénéficierait pas forcément de cette liberté. Cela s'applique notamment à la diffamation en dehors du cadre des activités parlementaires.
L'immunité civile protège le député de toute contrainte et intimidation. Elle s'applique lorsqu'un député devrait faire l'objet d'une arrestation ou d'un emprisonnement dans une affaire civile car elle en prévient l'exécution. Il est à noter qu'elle n'a pas d'effet en matière pénale, c'est-à-dire en cas d'affaires criminelles (trahison, félonie, etc.), d'atteinte à l'ordre public, « d’affaires comportant des infractions criminelles aux lois fédérales, d’infractions aux lois provinciales (à caractère quasi pénal) ». Un député bénéficie de cette immunité dès qu'il est officiellement élu. Il en bénéficie pendant que la chambre siège, mais aussi les 40 jours précédant et suivant une session. En cas de dissolution de la chambre des communes, le député continue de jouir de l'immunité pendant 40 jours.

## Traitement
En 2020, le salaire annuel de chaque député est de 182 600 dollars canadiens. Un député peut recevoir des sommes additionnelles en vertu d'autres postes ou fonctions qu'il détient, notamment celui de président de la Chambre.

## Sources